# لیسینا

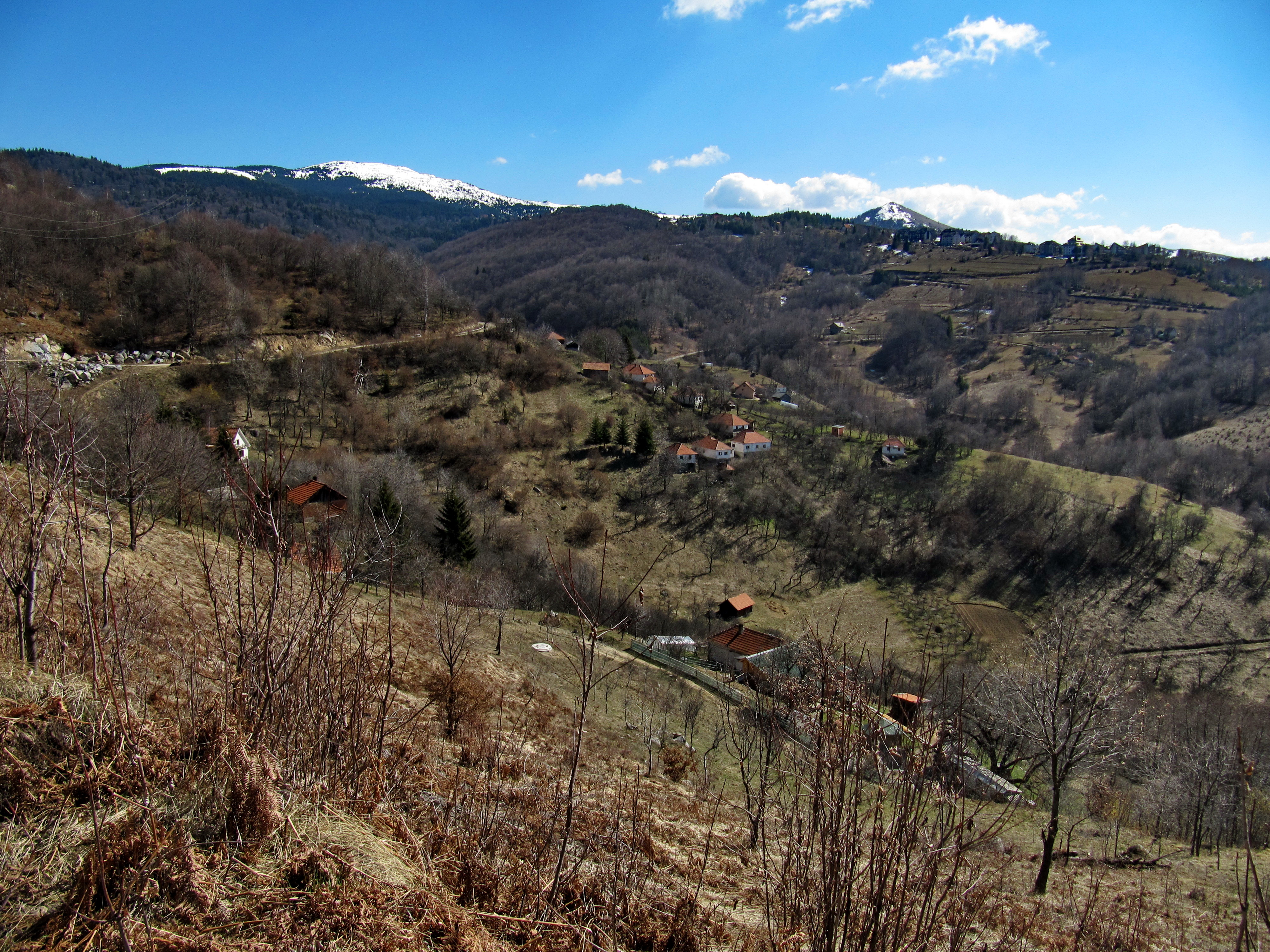
منطقه مسکونی در راشکا

لیسینا (به صربی: Lisina) یک منطقهٔ مسکونی در صربستان است که در راشکا واقع شده‌است. لیسینا ۵۲ نفر جمعیت دارد.